# Tachina pulvillata
Tachina pulvillata är en tvåvingeart som beskrevs av Belanovsky 1953. Tachina pulvillata ingår i släktet Tachina och familjen parasitflugor. Inga underarter finns listade i Catalogue of Life.